# Майор, Иштван
Иштван Майор (венг. Major István; 20 мая 1949, Будапешт, Венгрия — 3 мая 2014) — венгерский легкоатлет, трёхкратный чемпион Европы по прыжкам в высоту в закрытых помещениях (1971, 1972, 1973).

## Спортивная карьера
Выступал за будапештский «Гонвед». Являлся четырехкратным чемпионом Венгрии на открытом воздухе (1973, 1976—1978) и дважды — в зале (1977, 1978).
Был пятым на чемпионате Европы по легкой атлетике в Афинах (1969). В 1971 г. победил на зимнем континентальном первенстве по легкой атлетике в Софии и был четвертым на чемпионате Европы в Хельсинки. В 1972 г. защитил свой титул на чемпионате Европы в помещении в Гренобле и был шестым на Олимпийских играх в Мюнхене (1972). Свой третий титул подряд на первенстве Европы в помещении завоевал в 1973 г. в Роттердаме, после чего стал серебряным призером Универсиады в Москве.
В 1974 г. выиграл серебро чемпионата Европы в помещении в Гётеборге и занял четвертое место на летнем континентальном первенстве в Риме, а в 1975 г. остался восьмым на чемпионате Европы в помещении в Катовице и вновь завоевал серебро Универсиады, на этот раз проходившей в Риме. На летних Олимпийских играх в Монреале (1976) не сумел пробиться через квалификацию.
Лучшим результатом спортсмена был прыжок на 2,24 м, как на открытом воздухе, так и в помещении. На открытом воздухе он взял эту высоту 28 сентября 1973 г. в Будапеште, а в зале — 11 марта 1972 г. в Гренобле.
В 1990 г. выиграл золотую медаль на европейском чемпионате среди ветеранов с результатом 2,07 м в возрастной группе 40 лет. В 2002 г. установил канадский национальный рекорд для возрастной группы 55 лет, взяв на соревнованиях в Торонто планку на высоте 1,85 м.
В последние годы работал в качестве учителя начальной школы близ канадского Торонто.
Его сын Нимрод Майор также был успешным прыгуном в высоту.